# 大板井站
大板井站（日语：／ Ōitai eki */?）是位於福岡縣小郡市大板井，甘木鐵道甘木線車站。

## 歷史
- 1987年（昭和62年）11月1日 - 甘木鐵道車站啟用。
- 2003年（平成15年）12月7日 - 車站高架化[1]。
- 2006年（平成18年）
  - 7月4日 - 因大雨使寶滿川橋樑受損，此站至松崎站之間不能通行。該區間安排代行巴士服務。
  - 12月20日 - 橋樑修復完成，此站至松崎站之間重開。

## 車站構造
車站是一座高架車站，設有1面1線的單式月台。曾經此站設有地面車站。隨著縣道原田站東福童線開通，車站便高架化。廁所和飲品販賣機位於高架橋下。

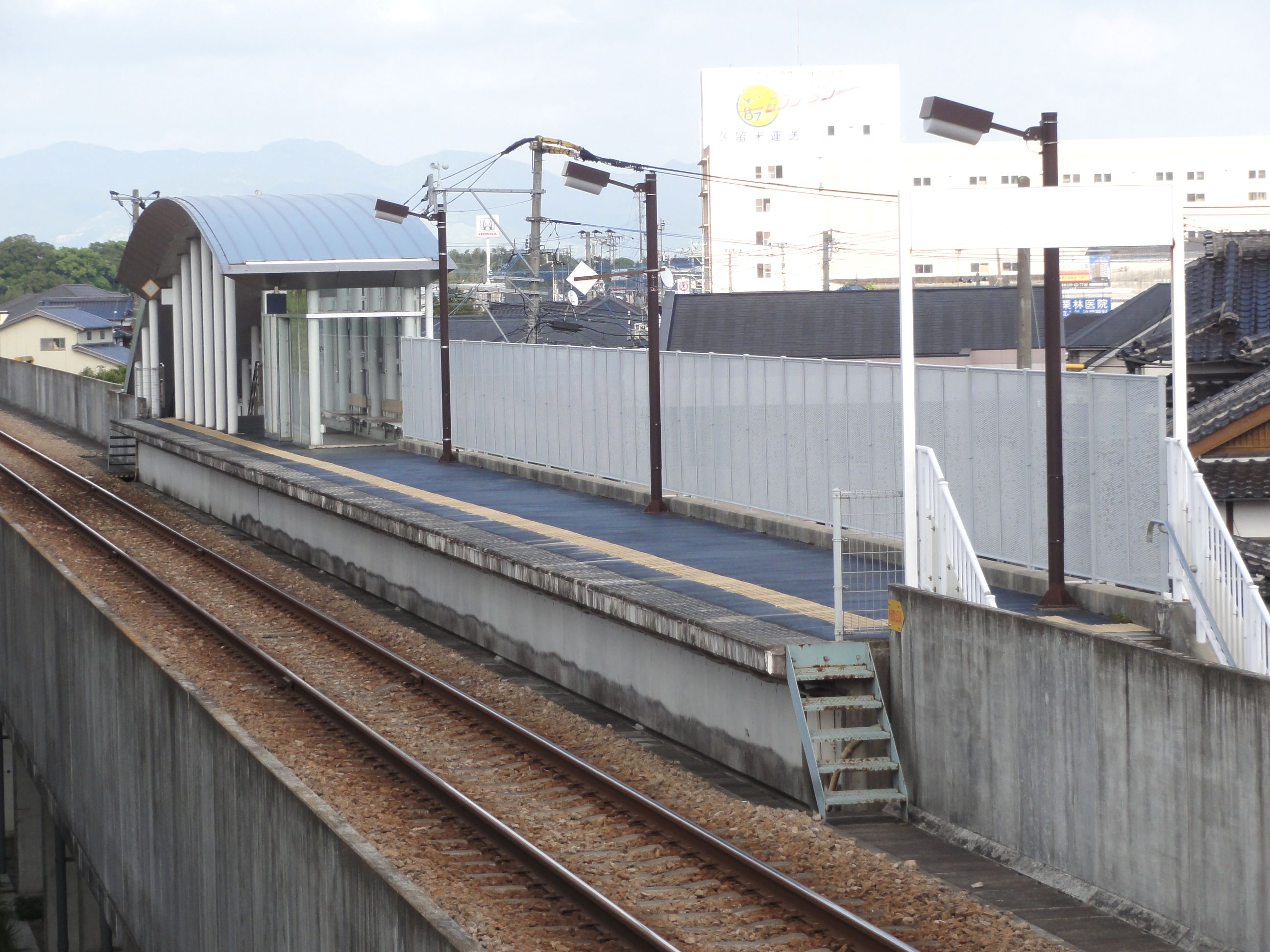
月台
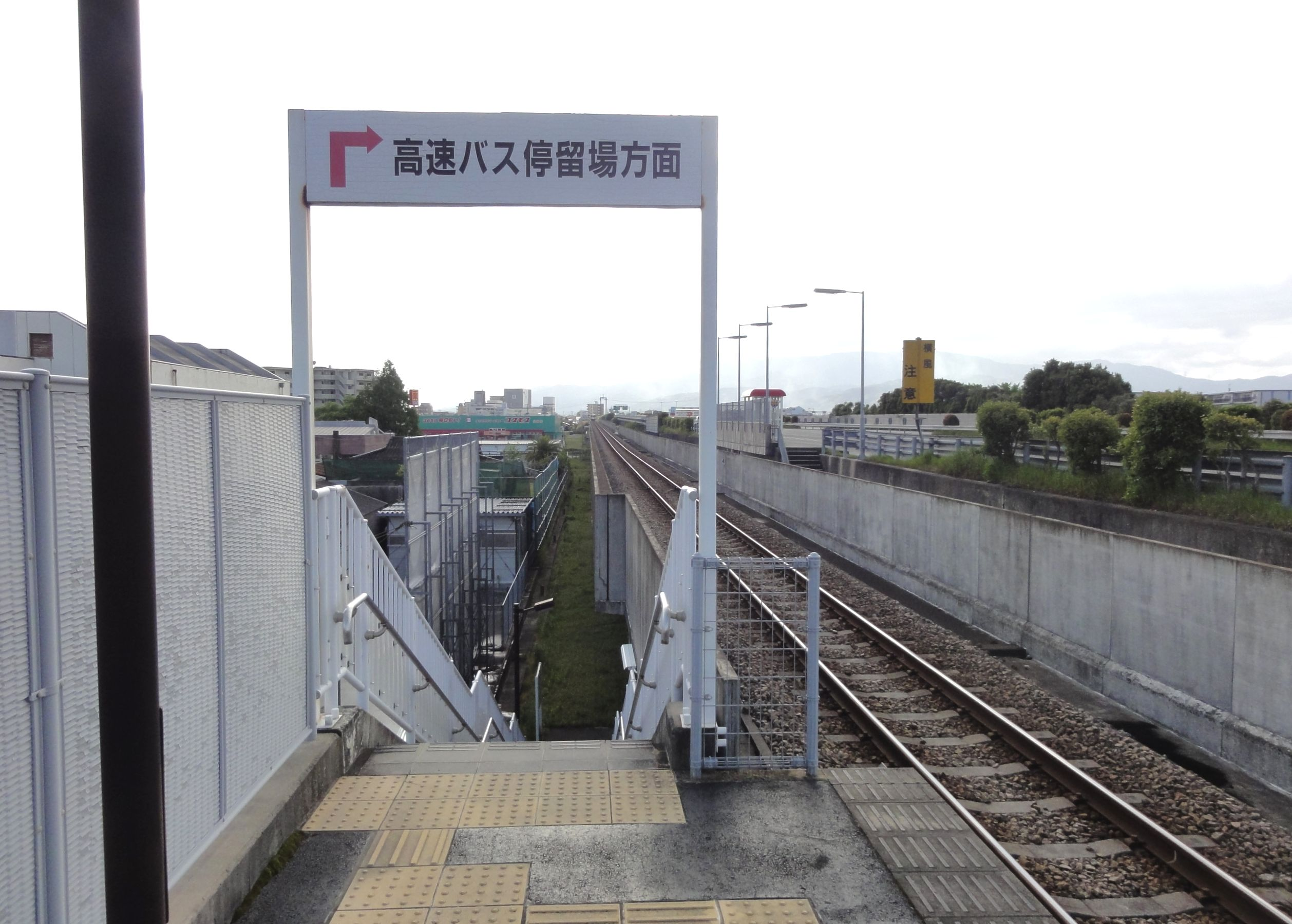
大板井巴士站（日语：大板井バスストップ）方向出口
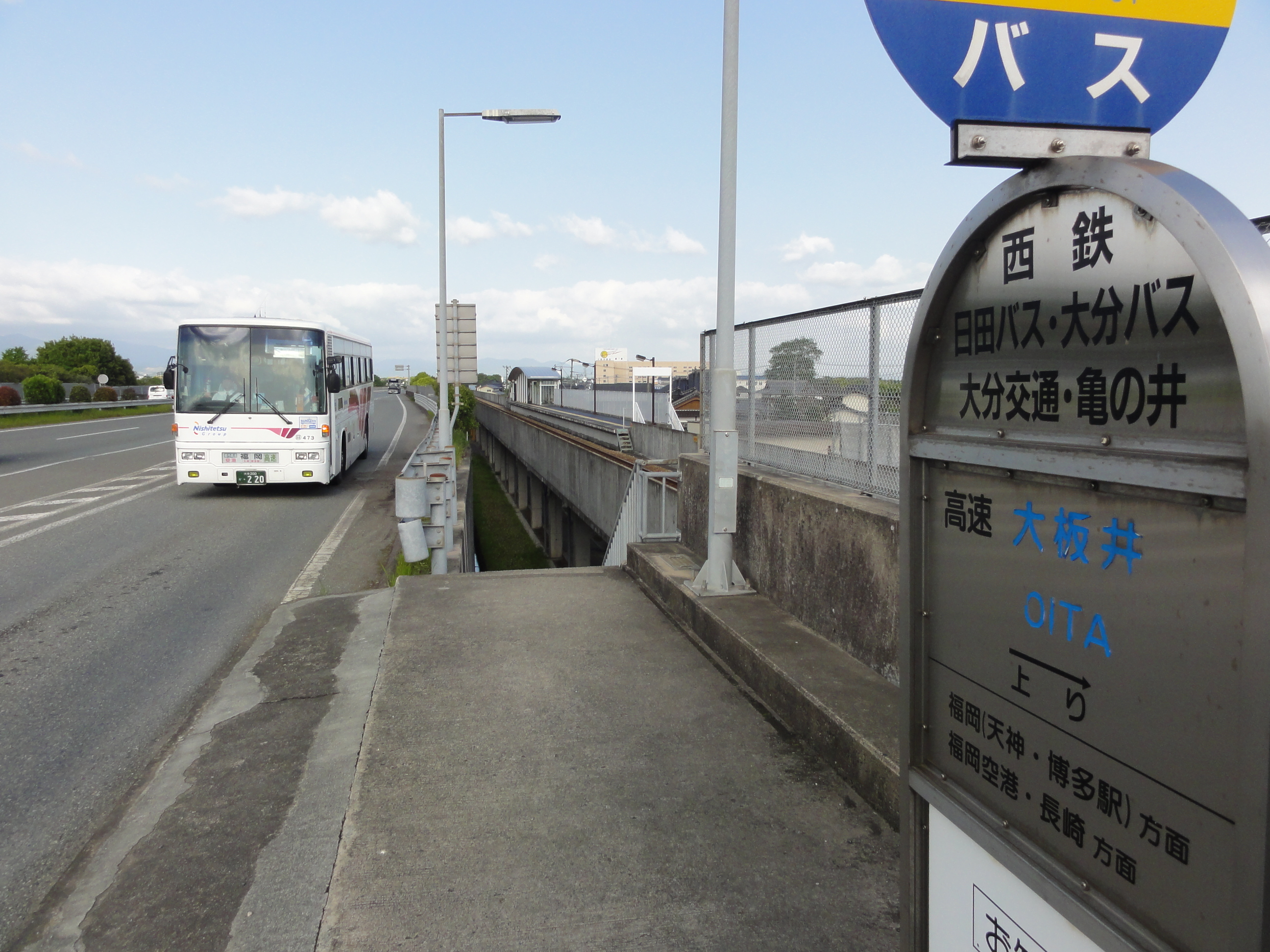
大板井巴士站（日语：大板井バスストップ）（上行線）望向大板井站

## 使用狀況
在2008年度1日平均乘車人次為66人。
在2015年度1日平均乘車人次為55人。
| 乘車人次變化 | 乘車人次變化 |
| 年度         | 1日平均人次  |
| ------------ | ------------ |
| 2008年       | 66           |
| 2009年       |              |
| 2010年       |              |
| 2011年       | 52           |
| 2012年       | 45           |
| 2013年       | 57           |
| 2014年       | 48           |
| 2015年       | 55           |
| 2016年       | 71           |
| 2017年       | 151          |
| 2018年       | 60           |

## 巴士路線
- 大分自動車道高速小郡大板井巴士站（日语：大板井バスストップ）鄰接此站。車內廣播此站可轉乘高速巴士。
  - 福岡、長崎方向
  - 日田、由布、別府、大分方向
- 距離車站約150米的國道500號上設有小郡市社區巴士（日语：小郡市コミュニティバス）「大板井」巴士站

## 車站周邊
車站位於小郡市中心東端，周邊設有文化會館、體育館等公共設施。
- 小郡市文化會館
- 七夕會館
- 七夕神社（日语：七夕神社）
- 小郡市立圖書館
- 小郡市生涯學習中心
- 小郡市立體育館
- 小郡警署（日语：小郡警察署）
- 小郡郵局（日语：小郡郵便局 (福岡県)）
- 三井農業協同組合（日语：みい農業協同組合）本店、小郡中央分店
- 小郡市政廳
- 大分自動車道
- 國道500號
- 小郡運動公園
- AEON小郡購物中心（日语：イオン小郡ショッピングセンター）

## 相鄰車站
甘木鐵道
■甘木線
小郡－大板井－松崎

## 注腳
1. 1 2  . RAIL FAN (鐵道友之會). 2004-03-01, 51 (3): 25 （日语）.
2. ↑  小郡市資料盒 （交通・通信） 甘木鐵道各站的乘車人次的變化
3. ↑  佐賀縣統計年鑑 （運輸和通信）